# Německá lidová strana (Německo)
Německá lidová strana (německy Deutsche Volkspartei, zkratka DVP) byla národně liberální politická strana působící v Německu v období Výmarské republiky. Nejvýznamnějším představitelem byl kancléř a později dlouholetý ministr zahraničí Gustav Stresemann, který za vstup Německa do Společnosti národů dostal v roce 1926 Nobelovu cenu míru. 

## Ideologie
DVP byla národně liberální stranou, která reprezentovala zájmy velkých průmyslníků a korporací jako i menších vlastníků. Vždy se považovala více za liberální než demokratickou stranu. Ideou byla svoboda jednotlivce oproštěná od jakýchkoliv státních zásahů. DVP kladla důraz na klasickou křesťansky založenou rodinu, sekulární vzdělávání a nízké daně. Stejně jako DDP byla DVP pro ostré oddělení církve od státu. Tím se dostával často do sporu s představiteli Centra. Vystupovala proti většině sociálních výdajů, zemědělským dotacím a celkově proti socialismu. Její účast na koaličních vládách se sociálními demokraty byla vždy komplikovaná. Ačkoliv se strana profilovala jako pravicová, byla mírnější ve své nacionalistické rétorice a antisemitismu. Obecně měla podporu ve větších městech a velmi slabých výsledků dosahovala na venkově. Z počátku se odmítavě stavěla k republikánskému zřízení Německa, ale nakonec resignovala na monarchistické tendence a začala aktivně spolupracovat na koaličních vládách. Část strany se ale s existencí republiky nikdy nesmířila. Politika DVP vždy vycházela z autoritářství a obhajovala vznik silné centralizované vlády. V zahraniční politice byl hlavním cílem revize Versailleské smlouvy. Jinak byla pro politickou a ekonomickou spolupráci všech států. Stresemann byl jedním z mála německých politiků, kteří si po válce udržel svoji mezinárodní prestiž, a proto vedl ministerstvo zahraničí nepřetržitě v letech 1923—1929. Po jeho smrti začalo mít protidemokratické křídlo na vrh a strana se profilovala ostře doprava.
Členskou základu si DVP přinesla z předválečného období. Jednalo se o osoby ze střední a vyšší společenské třídy a i voličstvo bylo především z bohatého a vzdáleného měšťanstva. DVP měla vždy větší oblibu u protestantů než u katolíků. Ačkoliv byla DVP považována za stranu velkého průmyslu, po celou dobu své existence se musela potýkat s nedostatkem financí. DDP se mohla spolehnout na berlínské a hamburské společnosti a Porýní financovalo především nacionalisty z DNVP. Finance pro partajní kasu poskytovali především průmyslníci a členové strany Hugo Stinnes (Rýnsko-vestfálský uhelný syndikát) a Albert Vögler (Vereinigte Stahlwerke).

## Historie

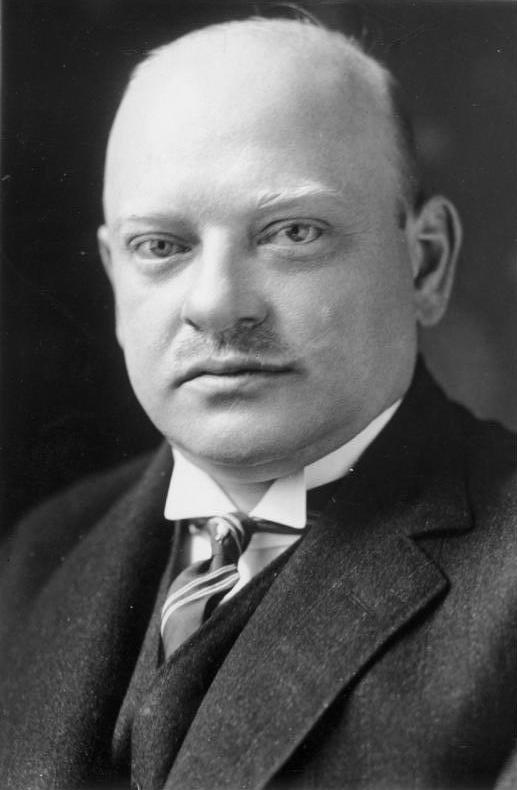
Gustav Stresemann

### Vznik
Po kolapsu Německého císařství na konci první světové války byly mezi německými liberálními politiky tendence sjednotit všechny významné představitele pod jednu silnou stranu. Z předválečných stran se jednalo o představitele Pokrokové lidové strany (FVP) a Národně liberální strany (NLP). Dne 16. listopadu 1918 vyšel v berlínském deníku Berliner Tageblattes článek, který nabádal k založení liberální strany a dal impuls k prvnímu jednání.  Představitelé obou stran Gustav Stresemann (NLP) a Otto Fischbeck (FVP) se dohodli na sloučení, a tak dali základ vzniku Německé demokratické strany (DDP). Noví vůdci ale odmítli přizvat Stresemanna do předsednictva. Pro většinu národních liberálů byla neúčast jejich předsedy ve vedení zcela nepřípustná. Další jednání o fúzi dohodu nepřinesla, a tak Stresemann s pravicově založenými členy Národních liberálů založili 22. listopadu 1918 Německou lidovou stranu (DVP). Mezi zakladatele se vedle Gustava Stresemanna řadili ještě Robert Friedberg, Paul Vogel a Otto Hugo. Oficiálně byla strana potvrzena na sjezdu bývalých národních liberálů 15. prosince 1918, a to jako pokračovatelka Národně liberální strany. Stresemann se stal jejím předsedou a zůstal ním až do své smrti v roce 1929.   

### Od opozice po vládní stranu
V prvních volbách v roce 1919 nedosáhla DVP výrazného úspěchu Se ziskem 4,4 % dosáhla na 19 křesel v 423 členném sněmu. Po volbách vznikla prorepubliková koalice sociálních demokratů, katolického Centra a liberálů z DDP a lidovci skončili v opozici. DVP se stavěla odmítavě k republikánskému zřízení a hlasovala proti Výmarské ústavě. Neprováděla však zcela destruktivní politiku, ale snažila se o reformu systému v rámci zákonných mezí. Zlom v politice DVP přišel při vypuknutí Kappova puče v březnu 1920. Lidovci se pasivně postavili na stranu povstalců, ale po neúspěchu puče si uvědomili, že nastolení starých pořádků by se neobešlo bez velkého krveprolití. Potenciální občanská válka byla zcela odmítnuta předsedou strany a tím DVP otočila svůj směr k budování nové republiky.
V následujících volbách v červnu 1920 posílili lidovci o 9,5 % a získali 65 křesel ve směnu. Aktivně se pak podíleli na tvorbě koaliční vlády. Vládní stranou pak byli v letech 1920—1931. Dokonce od 13. srpna 1923 do 30. listopadu 1923 byl předseda Stresemann německým kancléřem. Vládě pod jeho vedením se pomocí zmocňovacího zákona povedlo provést ekonomické reformy a zastavit hrozivou hyperinflaci. Do roku 1928 se dařilo straně držet své preference i přes účast na vládních reformách okolo 10 %. DVP se stala součástí všech vládních kabinetů a Stresemann byl ve všech ministrem vnitra. Díky jeho úsilí se podařilo zrevidovat placení válečných reparací díky Dawesovu plánu, dostat Německo z mezinárodní izolace po podpisu Locarnských dohod. Vrchol nastal v roce 1926, kdy byla země přijata do Společnosti národů. Gustav Stresemann a jeho protějšek Aristide Briand dostali za tento počin Nobelovu cenu míru. 

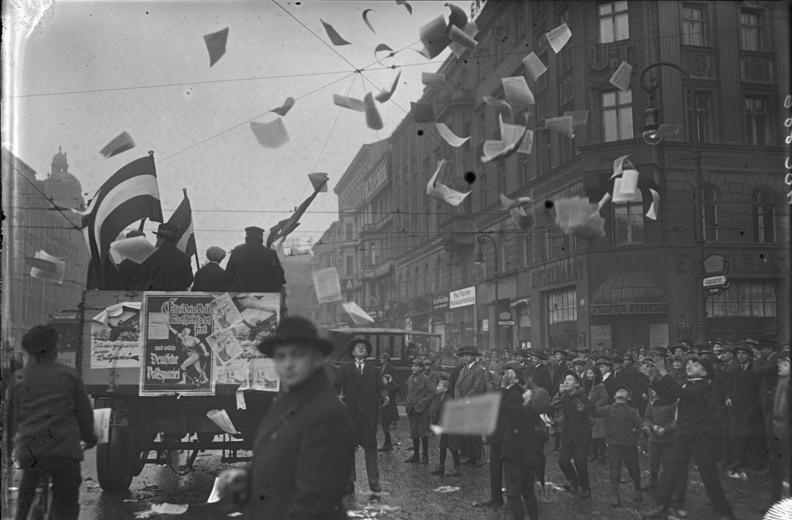
Volební kampaň v roce 1924 v Berlíně

### Zánik strany
V DVP byla proti Stresemannově provládnímu křídlu vždy silná opozice, kterou vedl průmyslník Hugo Stinnes. V říjnu 1929 Stresemann umírá a vedení strany přebírá radikálnější křídlo a DVP se profiluje více doprava. V Durynsku v roce 1930 se dokonce účastní první zemské vlády, ve které je zahrnuta Hitlerova NSDAP. Volby v roce 1930, kde výrazně posílili nacisté, dopadly pro stranu neúspěšně. DVP získala 4,5 % a ztratila třetinu křesel. Ani nový předseda strany Eduard Dingeldey nedokázal zabránit odlivu voličů k nacistům, a tak ve volbách v červenci 1932 upadla DVP do bezvýznamnosti. Lidovci získali pouze 1,2 % a 7 mandátů. Poslanci, co straně zbyli ve sněmu, při hlasování o zmocňovacím zákoně, tj. převedení moci do rukou Hitlera, hlasovali pro. Na jaře 1933 se část strany klonila ke sloučení s NSDAP, ale předseda Dingeldey byl proti. Nakonec na nátlak nacistů nechal stranu 27. června 1933 oficiálně rozpustit.                

### Poválečný vývoj
Strana nebyla po druhé světové válce obnovena. Její členové se podíleli na založení Svobodné demokratické strany (FDP). Někteří se připojili ke křesťanským demokratům (CDU) či k nacionalistické Německé straně (DP).  

## Volební výsledky a zastoupení v zákonodárných sborech

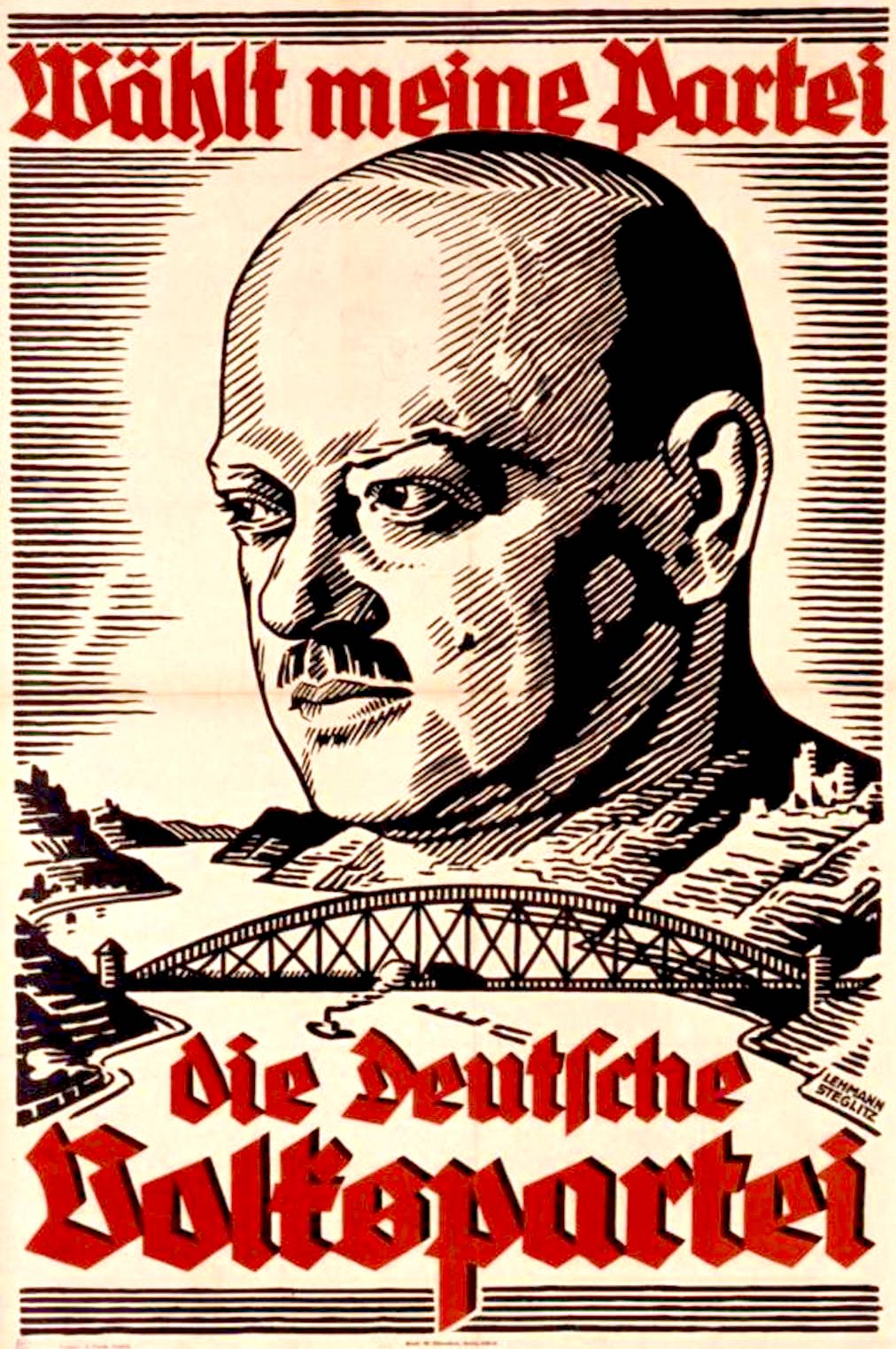
Volební plakát s vyobrazeným Stressemannem

Volební výsledky strany do Říšského sněmu.
| Volby       | Celkové hlasy  | Procenta | Získaná křesla | +/–         | Lídr kandidátky   |
| ----------- | -------------- | -------- | -------------- | ----------- | ----------------- |
| 1919        | 1 345 638 (6.) | 4,4 %    | 19 / 423       | Nová strana | Rudolf Heinze     |
| 1920        | 3 919 446 (4.) | 13,9 %   | 65 / 459       | ▲ +46       | Gustav Stresemann |
| 1924 (V.)   | 2 694 381 (5.) | 9,2 %    | 45 / 472       | ▼ -20       | Gustav Stresemann |
| 1924 (XII.) | 3 049 064 (4.) | 10,1 %   | 51 / 493       | ▲ +6        | Gustav Stresemann |
| 1928        | 2 679 703 (5.) | 8,7 %    | 45 / 491       | ▼ -6        | Gustav Stresemann |
| 1930        | 1 577 365 (6.) | 4,5 %    | 30 / 577       | ▼ -15       | Ernst Scholz      |
| 1932 (VII.) | 436 002 (7.)   | 1,2 %    | 7 / 608        | ▼ -23       | Eduard Dingeldey  |
| 1932 (XI.)  | 660 889 (7.)   | 1,9 %    | 11 / 584       | ▲ +4        | Eduard Dingeldey  |
| 1933 (III.) | 432 312 (7.)   | 1,1 %    | 2 / 647        | ▼ -9        | Eduard Dingeldey  |